# 西村正行
西村 正行（にしむら まさゆき、1972年6月1日 - ）は、日本のフリーアナウンサー、映像プロデューサー、講師、ジャパネットたかた社員。

## 来歴
山口県岩国市出身。小学生の頃からアナウンサーを志し、1991年4月に大阪芸術大学芸術学部放送学科アナウンスコースに入学する。1994年10月からは、それとは別にアナウンス専門学校にも通っていた。
大学を卒業後、1996年10月の開局を控えていた岩手朝日テレビ (IAT) に入社。報道制作局に所属し、同局のアナウンサー兼報道記者の1期生となる。同期に元同局アナウンサーの伊波伴准、山田美保、土岐聡子、高橋香有がいる。
岩手朝日テレビには2001年3月まで在籍したが、自身がアナウンサーを目指すきっかけとなった原爆関連の報道に携わりたいとの思いがあり、同年4月に長崎国際テレビ (NIB) へ移籍した。同局でもアナウンサー兼記者として活動し、当初の目標通りに原爆報道に携わる。同局在籍後期には原爆報道のキャップとなり、さらに報道デスクとディレクターとキャスターも務めていた。
長崎国際テレビを退社後、ガンホー・オンライン・エンターテイメントの企業広報を経て、2011年にフリーに転向した。またこれ以後は、映像プロデューサーや講師としても活動している。一時岩国の実家で野菜の無農薬栽培に取り組んでいたこともあるが、2016年に『AbemaPrime』の番組制作に携わってからは東京で活動していたこともある。
その後、ジャパネットたかたに転職、ラジオMCを務めている。

## 担当番組
特記のないデータは、すべて局アナnet（運営：JAT株式会社）に記載されているプロフィールからの参考。

### 岩手朝日テレビ
- IATスーパーJチャンネル - キャスター
- IATスーパーJチャンネル 活金情報局 - MC[6]
- 夏の高校野球岩手大会実況中継 - 実況担当
- 高校柔道岩手大会中継 - 実況担当
- ワイド!スクランブル（テレビ朝日・朝日放送） - 中継リポーター

### 長崎国際テレビ
- ニュースプラス1ながさき
- 島原・雲仙学生駅伝中継 - 実況担当
- 24時間テレビ 「愛は地球を救う」 ローカルパート - 司会
- 長崎原爆犠牲者慰霊平和祈念式典中継 - キャスター、ディレクター
- NNNニュースダッシュ ローカルパート[10]
- NIBニューススポット[10]
- NNNきょうの出来事 ローカルパート[10]

### フリー転向後
- HOME Jステーション（広島ホームテレビ） - ナレーター、ディレクター
- めざせ！甲子園（瀬戸内海放送） - 取材ディレクター、実況担当
- AbemaPrime（AbemaTV） - ディレクター、ニュースデスク、ナレーター
- あさチャン!（TBS） - ディレクター、リポーター
- ジャパネットたかた（ショッピングキャスター）[1]